# Niki Nana
Niki Nana è il quinto album registrato dal compositore greco Yanni, pubblicato nel 1989 dalla Private Music.

## Tracce
1. "Niki Nana (We're One)  (Sterling, Yanni)  –  5:19
2. "Dance With a Stranger" – 4:59
3. "Running Time" –  5:57
4. "Someday" – 4:34
5. "Human Condition" – 5:09
6. "First Touch" – 2:58
7. "Nightbird" – 6:00
8. "Quiet Man" – 4:32

## Componenti
- Yanni - Compositore
- Peter Baumann - Produttore